# Éclipse solaire du 20 mai 2050
Une éclipse solaire hybride ATA aura lieu le 20 mai 2050.

## Parcours
Tout son parcours, parties annulaires et totale, se produira dans le Pacifique Sud.

## Hybride du doublet duXXIesiècle
Après l'éclipse précédente du 25 novembre 2049, c'est la 2e éclipse du 1er doublet hybride après celui de la fin du XXe siècle ; et ce sera le seul doublet de ce type dans ce siècle.